# Лудовико I Пико делла Мирандола
Лудови́ко I Пи́ко де́лла Мира́ндола (итал. Ludovico I Pico della Mirandola; 1472, Мирандола, синьория Мирандола — 19 июня 1509, Полезелла, Венецианская республика) — аристократ из рода Пико; синьор Мирандолы и граф Конкордии с 1502 по 1509 год (до 1504 года правил совместно с младшим братом Федерико I).
Кондотьер на службе у Неаполитанского королевства, Папского государства, Флорентийской республики и Миланского герцогства. Участник Итальянских войн.

## Биография

### Ранние годы
Родился в Мирандоле около 1472 года. Он был средним сыном Галеотто I Пико, синьора Мирандоллы и графа Конкордии и Бьянки Марии д’Эсте. Из-за конфликта между Галеотто и его младшим братом Антонио Марией, до которого владениями семьи равно правили все члены рода мужского пола, отец Лудовико решил установить в доме Пико майорат. Исполняя его волю, 5 января 1491 года Лудовико отказался от прав на владения рода в пользу старшего брата Джанфранческо. 
Он стал кондотьером и в 1494 году поступил на службу в армию Неаполитанского королевства с ежегодным окладом в шесть тысяч дукатов. В рядах этой армии Лудовико сражался против Французского королевства в Итальянских войнах и вскоре приобрёл репутацию талантливого военачальника. 6 июля 1495 года в качестве командира миланской роты он участвовал в битве при Форново. Армию его противника, французского короля Карла VIII, возглавлял Джан Джакомо Тривульцио, будущий тесть Лудовико. В апреле 1496 года, вместе с отцом, находился на службе у герцога Лудовико Мавра и сражался на стороне пизанцев, союзников миланцев, против флорентийцев, отличившись в сражениях при Кастельнуово-ди-Гарфаньяна и Барге. В 1498 году получил место официанта при дворе миланского герцога. В июне и декабре того же года отличился на рыцарских турнирах в Милане. С разрешения герцога Лудовико Мавра, в июле 1498 года поступил на службу к флорентийцам и успешно сражался против пизанцев и венецианцев.

### Борьба за власть
После смерти отца 9 апреля 1499 года Лудовико прибыл во Фландрию ко двору императора Максимилиана, с которым договорился, что в обмен на помощь в заключении мира со швейцарцами, тот поставит его правителем Мирандолы. Однако посредничество Лудовико не увенчалось успехом, и он вернулся к военной деятельности. В 1500 году был нанят пизанцами и флорентийцами. В том же году во время осады Новары, защищая город против французов на стороне миланцев, попал в плен, из которого его выкупил дядя Антонио Мария Пико за две с половиной тысячи дукатов. В 1501 году поступил на службу к Чезаре Борджиа.
В марте того же года, после смерти дяди Антонио Марии, предъявил свои права на Конкордию. Заключив соглашение с младшим братом Федерико и договорившись с мантуанским маркграфом Франческо Гонзага, феррарским герцогом Эрколе д’Эсте и кондотьером Джан Джакомо Тривульцио, 17 июня 1502 года осадил Мирандолу. 6 августа 1502 года захватил город и крепость Пико. Вместе с младшим братом Федерико, принудил старшего брата Джанфранческо признать их соправителями синьории Мирандолы и графства Конкордии, после чего старший брат был ими освобождён из заточения и изгнан за пределы владений дома Пико.

### Правление и смерть
По приказу Лудовико в Мирандоле были схвачены сторонники Джироламо Савонаролы, которые находились в городе под защитой его старшего брата. По обвинению в содомии и ереси был сожжён их глава Пьетро Бернардино. По обвинению в заговоре с целью вернуть в Мирандолу его старшего брата Лудовико казнил девятерых мужчин во главе с Кристофоро Гризольфи. К Джанфранческо, который находился в Риме под протекцией понтифика, им были подосланы убийцы. Однако покушение сорвалось, преступники были схвачены, но помилованы римским папой.
Во время конклава 1503 года, на котором новым римским папой был избран Пий III, Лудовико во главе военных отрядов французов отвечал за безопасность на дорогах вокруг Рима. Находясь на службе у Чезаре Борджиа, участвовал в осаде и разрушении замка Чери, нанеся поражение Джулио Орсини, и сражался против испанцев в Неаполитанском королевстве. 8 августа 1504 года, после смерти младшего брата Федерико, который не оставил наследников мужского пола, Людовико фактически остался единственным правителем Мирандолы и Конкордии. Мнение, что Федерико был отравлен по приказу Лудовико, безосновательно; отношения между братьями всегда были ровными и дружественными. Права Лудовико на владения дома Пико были поддержаны Французским королевством и признаны Миланом, Феррарой и Мантуей.
В 1508 году он поступил на службу к римскому папе Юлию II. В армии Папского государства сражался против венецианцев во время войны Камбрейской лиги. 8 августа 1509 года участвовал во взятии Леньяго. Погиб при Полезелле 19 июня 1509 года от выстрела из кулеврины, которым разорвало ему голову. В Мирандолу останки Лудовико принесли Никколо д’Эсте и Месино даль Форно. Он был похоронен в усыпальнице Пико в церкви Святого Франциска. 6 января 1510 года император Максимилиан признал единственным правителем Мирандолы Галеотто, двухлетнего сына Лудовико, назначив регентом его мать Франческу Тривульцио.

### Брак и потомство
В октябре 1501 года Лудовико I Пико сочетался браком с Франческой Тривульцио (ум. 1560), внебрачной дочерью кондотьера Джан Джакомо Тривульцио, маркграфа Виджевано. В браке у супругов родились дочь и сын:
- Лукреция (1505 — 1550)[4], сочеталась браком с кондотьером графом Клаудио Рангони[итал.] (ум. 1537)[2][5];
- Галеотто (1508 — 1550), синьор Мирандолы и граф Конкордии под именем Галеотто II, сочетался браком с Ипполитой Гонзага (ум. 1571), дочерью Лудовико Гонзага[итал.], графа Саббьонеты[6].

У Лудовико I Пико было два внебрачных сына — Этторе и Галеотто.

## В культуре
Бальдассаре Кастильоне написал просопопею «Лудовико Пико», основой для которой послужило предание о явлении призрака Лудовико I Пико на стенах Мирандолы римскому папе Юлию II во время осады города армией Папского государства в 1510—1511 годах. Призрак потребовал от понтифика снять осаду с Мирандолы. Текст был положен на музыку в 2018 году композитором Андреа Секки.